# 데니스 보이코
데니스 올렉산드로비치 보이코(우크라이나어: Дени́с Олекса́ндрович Бо́йко, Denys Oleksandrovych Boyko, 1988년 1월 29일 ~ )는 디나모 키예프와 우크라이나 축구 국가대표팀에서 골키퍼로 활약하고 있는 우크라이나의 축구 선수이다.

## 수상
드니프로 드니프로페트로우스크
- UEFA 유로파리그 준우승: 2014–15

베식타시
- 쉬페르리그: 2015–16